# 철학적 인간학
철학적 인간학(哲學的人間學)은 일반적으로 "인간이란 무엇인가?", "인간의 본질이란 무엇인가?"라는 질문에 철학적 사고와 경험적 조사에서 대답하려는 학문으로, 일반적으로 철학의 한 부분으로 여겨진다. 민족학, 문화 인류학, 생물학적 인간학 등 다른 여러 학문 분야와 연관성이 있다.

## 같이 보기
- 반인문주의
- 마르틴 부버